# Raimund Hoenen

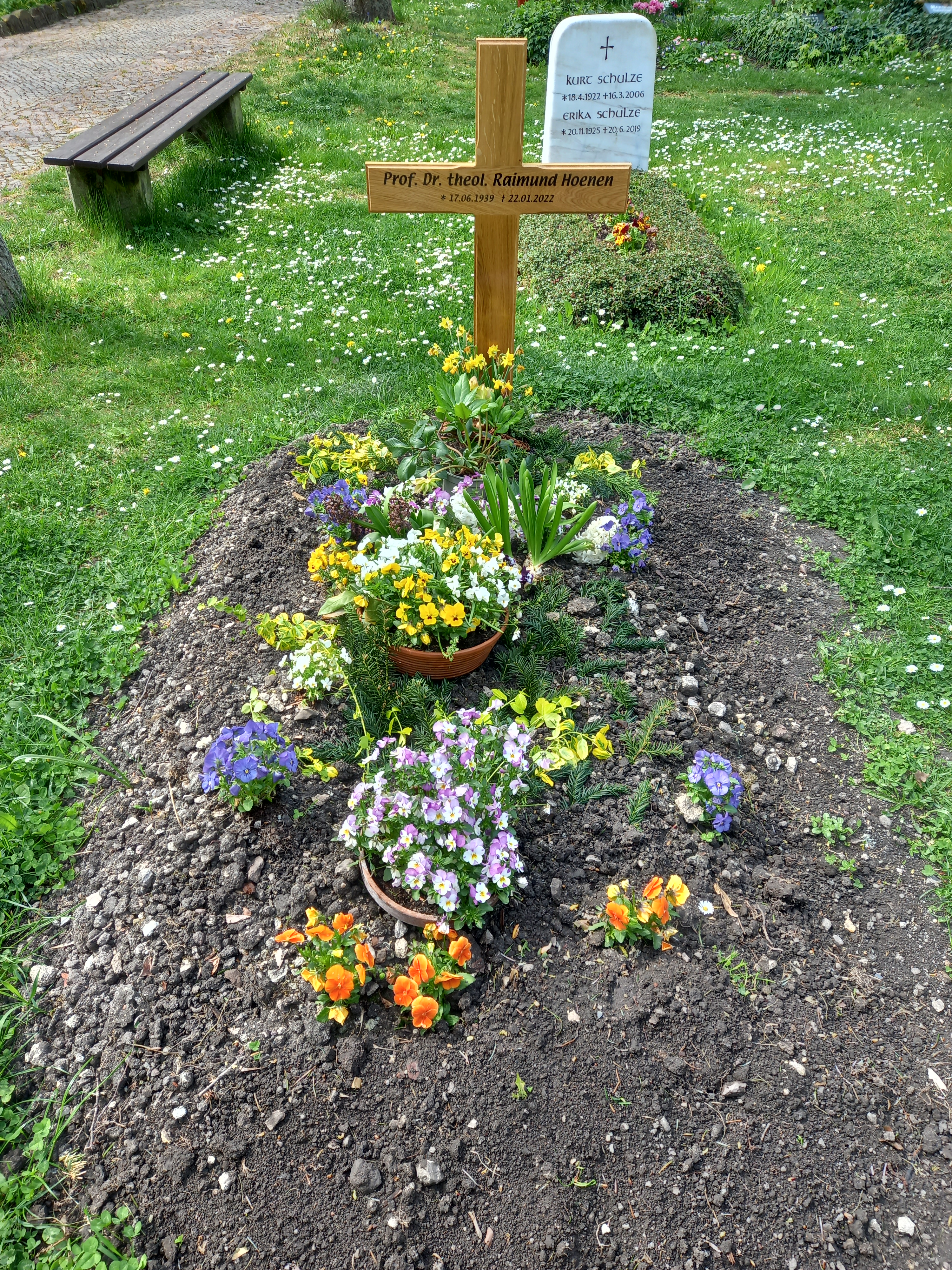
Das Grab von Raimund Hoenen auf dem evangelischen Laurentiusfriedhof in Halle

Raimund Hoenen (* 17. Juni 1939 in Erfurt; † 22. Januar 2022 in Lieskau (Salzatal)) war Pfarrer und Professor für evangelische Theologie und Didaktik des Religionsunterrichts an der Martin-Luther-Universität Halle-Wittenberg.

## Leben
Raimund Hoenen besuchte Schulen in Großmonra, in Viernau und Zella-Mehlis. 1957 legte er in Zella-Mehlis das Abitur ab. Von  1957 bis 1962 studierte er Theologie an der Humboldt-Universität zu Berlin und war danach als Vikar und Studieninspektor in Berlin und Erfurt tätig. 1967 wurde er mit einer Dissertation über Adolf von Harnacks Dogmengeschichte zum Dr. theol. an der Friedrich-Schiller-Universität Jena promoviert.
Von 1968 bis 1975 war Hoenen Pfarrer in der Regler-Gemeinde in Erfurt, bevor er bis 1984 Rektor des Kirchlichen Oberseminars Potsdam-Hermannswerder wurde. 1984 wechselte er an das Katechetische Oberseminar nach Naumburg (Saale), wo er bis 1993 als Dozent tätig war. Nach einer Professur an der Pädagogischen Hochschule Erfurt-Mühlhausen ab 1993 wurde er 1995 Professor an der Theologischen Fakultät Halle. 2004 wurde er daselbst emeritiert.
Raimund Hoenen war verheiratet und hatte drei Kinder.

## Werke
- Die bleibende Bedeutung des Dogmas für bewußten christlichen Glauben. Dargestellt anhand der Problematik und Diskussion von Harnacks Dogmengeschichte. Jena, Theologische Fakultät, Dissertation vom 20. September 1967.
- Vom Religionsunterricht zur kirchlichen Unterweisung. Otto Güldenberg und die Anfänge der ostdeutschen Katechetik. Leipzig: Evangelische Verlagsanstalt 2003 ISBN 3-374-02046-1.
- Lieskau – Kirche und Kirchengemeinde. Jubiläumsheft zum 825-jährigen Bestehen des Ortes. Lieskau 2007.